# ダッジ・ナイトロ
ナイトロ（Nitro ）は、クライスラー（現:ステランティス）が製造、ダッジブランドで販売していた乗用車である。

## 概要
原型は、2005年のシカゴモーターショーに登場したコンセプトカー。ジープ・チェロキー（アメリカ国内ではジープ・リバティ）のコンポーネントを流用し、よりカジュアルに、より若者向けの設定がなされている。ナイトロは、爆発性や危険性を連想させる意味のニトロ化合物を意味する。好評を博したことからキープコンセプトのまま2006年（2007年モデル）より製造が開始。乗用車に近い感覚が受けて、ヒット作となった。
搭載するエンジンはV6 SOHCで3,700cc2バルブと4,000cc4バルブ。チェロキーに用いられているエンジンをボアアップし、より高回転型にしたものが搭載されている。日本仕様では全グレードが右ハンドルのみの導入となったが、右ハンドル化によるエンジンの構造上の関係から4,000ccのエンジンは搭載されず3,700ccのエンジンのみ導入となった。
しかしながらも北米地域では、コンポーネントの供給元であるチェロキーの方が売り上げが好調で逆にナイトロの方が販売不振が続き、2011年をもって生産が終了した。